# Деніз Браун
Пані Деніз Браун (англ. Denise Brown; 1963, Ванкувер) — канадська дипломатка. Координаторка системи ООН в Україні, гуманітарна Координаторка (з 2022). Пані Браун займала різні керівні посади в ООН у сферах гуманітарної координації, миротворчої діяльності, готовності до надзвичайних ситуацій і регіональної координації як у штаб-квартирі, так і на місцях. Її робота охоплювала Афганістан, Камбоджу, ЦАР, Гаїті, Ірак, Кенію, Нігер і Сомалі. Вона також працювала в штаб-квартирі та регіональних офісах у Дакарі, Римі та Нью-Йорку.

## Життєпис
Деніз Браун є випускницею Університету Британської Колумбії та має ступінь магістра наук у галузі розвитку дітей в Університеті Пердью.
Вона почала свою кар'єру в неурядових організаціях Камбоджі та Гаїті, працюючи в соціальному секторі. Деніз Браун приєдналася до Всесвітньої продовольчої програми ООН наприкінці 1990-х років, служачи в Іраку (1998—1999), Афганістані (1999—2002), Кенії (2002—2007) і Сомалі (2007—2009), а також в Нігері. Вона займалася питаннями гуманітарного доступу з державними та недержавними структурами, включаючи Аль-Шабаб у Сомалі.
З 2009 по 2011 рік вона працювала старшим офіцером зі зв'язків з WFP у Нью-Йорку, а потім, з 2013 по 2016 рік, як регіональний директор WFP для Західної та Центральної Африки, що базується в Дакарі, охоплюючи 20 країн.
З 2016 по 2019 рік вона працювала у штаб-квартирі Всесвітньої продовольчої програми (ВПП) у Римі, спочатку як директор із готовності до надзвичайних ситуацій, а потім як директор із політики та програм.
З квітня 2019 року по липень 2022 року пані Браун працювала заступником спеціального представника Багатовимірної інтегрованої стабілізаційної місії ООН у Центральноафриканській Республіці, а також постійним координатором ООН і гуманітарним координатором, де вона зміцнювала зв'язки. Між миром і безпекою, розвитком і гуманітарними діями ООН. У ЦАР пані Браун керувала координацією відповіді ООН на COVID-19 та інтегрованої допомоги ООН у виборах під час президентських і законодавчих виборів у 2020-21 роках.
З липня 2022 року — координаторка системи ООН в Україні, гуманітарна Координаторка.